# Villa efflatouni
Villa efflatouni är en tvåvingeart som beskrevs av El-hawagry och Greathead 2006. Villa efflatouni ingår i släktet Villa och familjen svävflugor.
Artens utbredningsområde är Egypten. Inga underarter finns listade i Catalogue of Life.